# جيري ريان
جيري ريان (بالإنجليزية: Jeri Ryan)‏ ، هي ممثلة أمريكية بدأت مسيرتها الفنية عام 1991 .

## الأعمال
- الطفل
- بوسطن العامة
- رجلان ونصف
- ذا أو سي
- بوسطن ليغال
- سايك

## وصلات خارجية
- جيري ريان على موقع IMDb (الإنجليزية)
- جيري ريان على موقع روتن توميتوز (الإنجليزية)
- جيري ريان على موقع ألو سيني (الفرنسية)
- جيري ريان على موقع ميوزك برينز (الإنجليزية)
- جيري ريان على موقع تيرنر كلاسيك موفيز (الإنجليزية)
- جيري ريان على موقع أول موفي (الإنجليزية)
- جيري ريان على موقع قاعدة بيانات الأفلام السويدية (السويدية)
- جيري ريان على موقع إن إن دي بي (الإنجليزية)
- جيري ريان على موقع قاعدة بيانات الفيلم (الإنجليزية)
- جيري ريان على موقع كينوبويسك (الروسية)
- Montgomery، David (26 يونيو 2004). "The Sex Scandal From Outer Space". The Washington Post. ص. C01. مؤرشف من الأصل في 2018-10-04.
- BBC Online interview
- Jeri Ryan Biography, Startrek.com
- Ortolan Restaurant نسخة محفوظة 4 أكتوبر 2006 على موقع واي باك مشين.